# Plan-d'Aups-Sainte-Baume
Plan-d'Aups-Sainte-Baume é uma comuna francesa na região administrativa da Provença-Alpes-Costa Azul, no departamento de Var. Estende-se por uma área de 24,91 km². Em 2010 a comuna tinha 2 200 habitantes (densidade: 88,3 hab./km²).